# Уайлд, Ким
Ким Уа́йлд (Kim Wilde, урождённая Kim Smith; род. 18 ноября 1960, Лондон) — британская поп-певица, автор, ди-джей и телеведущая. Приобрела популярность в 1981 году, спев песню «Kids in America», которая в главном британском чарте UK Singles Chart поднялась на второе место. В 1983 году получила премию BRIT Award в номинации «Лучшая британская исполнительница». Большого успеха в США добилась благодаря своей кавер-версии песни группы The Supremes «You Keep Me Hangin’ On», долгое время лидировавшей в американских хит-парадах. Начиная с 1998 года Уайлд занимается садоводством, сохраняя при этом активность на музыкальном поприще. В 2003 году она записала с Неной песню «Anyplace, Anywhere, Anytime», которая возглавила голландские чарты. Во всём мире продано более 10 миллионов альбомов и 20 миллионов синглов певицы.

## Биография

### Молодые годы
Ким Смит родилась 18 ноября 1960 года в Лондоне, став первым ребёнком в семье рок-н-рольного певца 1950-х годов Марти Уайлда (настоящее имя Реджинальд Леонард Смит) и бывшей певицы и танцовщицы группы The Vernons Girls Джойс Бейкер. В детстве Ким посещала школу Окфилд, находящуюся в Далвиче, юго-восточном районе Лондона. В возрасте 9 лет вместе с семьёй переехала в графство Хартфордшир, сначала поступила в Тевин (где обучалась игре на пианино), а затем перешла в школу Пресдейлс. Параллельно с этим будущая певица училась в колледже искусств Сент-Олбанса (англ. St Albans College of Art & Design) Оклендского колледжа и подпевала вместе с матерью в сопровождающей отца группе, позже участвовала в демонстрационных записях брата Рикки. В 1980 году демозаписями Уайлд заинтересовался английский продюсер Микки Моуст, который предложил ей работу на звукозаписывающей студии RAK Records.

### Годы в RAK
Дебютный сингл Уайлд «Kids in America» был издан в январе 1981 года. Звучание отличалось агрессивной и жёсткой манерой исполнения, напоминающей стиль Сьюзи Кватро, в аккомпанементе преобладала электронная музыка. Песня имела скорый успех — она заняла вторую строчку в UK Singles Chart, попала в пятёрку лучших песен в ряде стран, таких как Германия, Франция и Австралия. Хотя в США песня не получила такой популярности, достигнув лишь 25-го места в чарте, она стала визитной карточкой певицы Ким Уайлд.
Первый номерной альбом Kim Wilde повторил успех дебютного сингла и породил ещё два хита, вышедшие отдельными синглами — «Chequered love» (в пятёрке лучших Великобритании, Франции, Австралии и Германии) и «Water on glass» (издавался только в Соединённом Королевстве). Все песни для альбома были написаны отцом и братом Ким за три недели, пластинка стала «золотой» и разошлась тиражом в 6 млн копий. 1981 год считается[кем?] самым успешным в карьере певицы, Ким заняла второе место среди лучших вокалисток Англии, уступив Тойе Уиллкокс, но опередив Дайану Росс, Кейт Буш и Оливию Ньютон-Джон.
В 1982 году был издан альбом Select, сопровождавшийся двумя синглами «Cambodia» и «View from a Bridge». Оба хита побывали на первом месте французского хит-парада и в десятке немецкого и австралийского. Объём продаж «Cambodia» во Франции превысил один миллион копий. Долгое время в послужном списке певицы совсем отсутствовали живые выступления. Первый свой концерт она дала только в сентябре 1982 года в Дании, а в октябре того же года отправилась в полноценный тур по Великобритании.
Третий альбом Catch as catch can, изданный в 1983 году, с точки зрения продаж полностью провалился. Первый сингл альбома «Love blonde» во Франции и Скандинавии был достаточно успешным, но в других странах большей частью слушателей игнорировался. Вереница неудач вынудила певицу прервать отношения с RAK и подписать контракт со звукозаписывающей студией MCA Records.

### Годы в MCA
Первый альбом в новой студии Teases & Dares на родине певицы снова оказался недооценённым, однако сингл из него «The second time» во Франции, Германии и Скандинавии продавался традиционно хорошо (в хит-параде Великобритании всего 30-е место). В 1985 году видеоклип на эту песню будет включён в знаменитый телесериал «Рыцарь дорог».
Второй сингл «The Touch» коммерчески провалился, а вот третий «Rage to Love», записанный в жанре рокабилли, попал в двадцатку британского чарта. До сего момента все песни Уайлд, включая основные хиты, сочинялись её отцом Марти и братом Рикки, а в альбоме Teases & Dares впервые появились два трека её собственного сочинения. В этот период певица провела три масштабных тура по Европе (1983, 1985 и 1986 года), собирая больше публики именно на континенте, нежели в родной Великобритании.
В 1986 году на прилавках появился пятый номерной альбом Another Step, в котором подавляющее большинство песен было написано самой певицей. Первый сингл из этого альбома «Schoolgirl» не был особо примечательным, а вот второй, ремейк старой песни группы The Supremes «You Keep Me Hangin’ On» просто взорвал топы Австралии и Канады, забрался на вторую строчку хит-парада Великобритании и в 1987 году занял первое место в США. В записи принимали участие всего два человека: на клавишах играл брат Рикки, а на электрогитаре гитарист Стив Бёрд. Благодаря этой песне Уайлд стала шестой по счёту британской певицей, которая сумела возглавить американский хит-парад синглов Billboard Hot 100 вслед за Верой Линн (1952), Петулой Кларк (1965), Лулу (1967), Шиной Истон (1981) и Бонни Тайлер (1983).
Позже Уайлд призналась, что не ожидала такой популярности сингла:

В сущности, мы просто пришли в студию с избытком энергии и недостатком благоговения. Мы достаточно сильно изменили эту песню, и, думаю, именно поэтому она и приобрела такой успех. Идея о её записи родилась абсолютно спонтанно.
Оригинальный текст (англ.)Basically we just went into the studio with a lot of energy and not a lot of reverence. We changed quite a lot of the song and I think that's why it was so successful. It was a very spontaneous idea.

Популярность на родине возродилась с выходом двух синглов «Another step (Closer to you)» и «Rockin' around the christmas tree». Первый был записан совместно с чернокожим певцом с псевдонимом Джуниор (Junior), манера исполнения которого напоминает Майкла Джексона, а второй, благотворительный, совместно с комиком Мелом Смитом. Однако успех этих двух песен не способствовал продвижению в чарте всего альбома.
В 1988 году вышел самый коммерчески успешный альбом Ким Уайлд «Close», который вернул её в десятку британского чарта и продержался в ней в течение восьми недель. В альбоме присутствовали четыре наиболее значимые песни: «Hey Mr.Heartache», «You came», «Never trust a stranger» и «Four letter word» (последние три состояли в Top 10 Великобритании). Продажи альбома сопровождались большим туром по Европе, где певица выступала на разогреве у самого «короля поп-музыки».
Седьмой по счёту альбом Love moves был издан в 1990 году. В Британии вошёл лишь в число сорока лучших, в некоторых странах Скандинавии добрался до десятки. На альбоме больше других выделялись песни «It's here» и (Top 20 в Центральной и Северной Европе) и «Can’t get enough (Of your love)» (последний раз Top 20 во Франции). В поддержку пластинки снова был организован европейский тур, на сей раз с британцем Дэвидом Боуи.
В сотрудничестве с Риком Ноуэлсом, поэтом-песенником Белинды Карлайл, в 1992 году были записаны сингл «Love is holy» и альбом Love is. Продажи имели место лишь в небольшом числе европейских стран (Top 20 в Великобритании). В 1993 году вышел первый сборник певицы The Singles Collection 1981-93, который пришёлся по вкусу танцполам Европы и Австралии, потому что на нём присутствовала одна новая песня «If I can’t have you», кавер-версия хита диско-певицы Ивонн Эллимэн, сочинённого группой Bee Gees для фильма «Лихорадка субботнего вечера». Песня попала в Top 20 Британии и пробилась на третью строчку хит-парада Австралии. В следующем году певица отправилась в грандиозный концертный тур. Исполняя лучшие свои произведения, помимо Европы она посетила также Австралию и традиционно гостеприимную Японию (впервые за шесть лет).
Альбом 1995 года Now & forever финансово провалился по всему миру и считается одним из худших дисков певицы. С февраля 1996 по февраль 1997 года Ким Уайлд работала в лондонском театре West End, занималась постановкой мюзикла «Tommy». После окончания работы над мюзиклом она собралась записывать новый альбом, но со звукозаписывающей студией возникли серьёзные проблемы. На то время компания MCA Records была уже поглощена более мощным лейблом Universal Music Group, причём принадлежность авторских прав на все песни оказалась неясной. В результате Уайлд прекратила работу над альбомом, и он так и остался неизданным.

## Личная жизнь и другие интересы
1 сентября 1996 года Уайлд вышла замуж за Хэла Фаулера, коллегу по мюзиклу «Tommy», выразив желание завести детей как можно скорее. 3 января 1998 года у пары родился сын Гарри Тристан, а два года спустя, 13 января 2000 года — дочь Роуз Элизабет.
Во время первой беременности пробудилось старое увлечение садоводством, Уайлд окончила курсы растениеводства и для своих детей вырастила настоящий сад.
Карьера садовода тоже оказалась успешной. Её талант сразу же был замечен, в качестве дизайнера она была приглашена на четвёртый канал в передачу «Better Gardens».
Годом позже Уайлд приняла участие в съёмках двух серий передачи «Garden Invaders» компании Би-би-си.
Совместно с Дэйвом Фоунтэйном певица попала в Книгу рекордов Гиннесса за успешную пересадку самого большого дерева, однако в январе 2007 года дерево было повалено бурей.
В 2005 году Уайлд взяла золотую награду на цветочном шоу в Челси. Уайлд также написала две книги о садоводстве: «Gardening with children» и «First-time gardener». Первая была переведена на испанский, французский, датский и голландский языки, позже на немецкий.
В 2008 году её младший брат Марти стал ландшафтным дизайнером, а сестра Роксана устроилась работать на бэк-вокале у Кайли Миноуг.

## Возвращение популярности

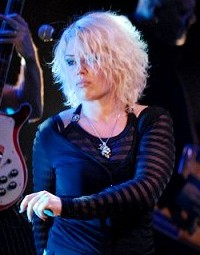
В 2007 году

13 января 2001 года Ким Уайлд впервые за долгие годы выступила вживую, в качестве гостя она была приглашена на благотворительный концерт, организованный коллективом Fabba (специализируется на исполнении песен группы ABBA). Это небольшое шоу возродило интерес к концертной деятельности, и, начиная с ноября того же года, певица организовала три тура по Великобритании и один по Австралии, выступая вместе с такими музыкантами как Пол Янг, The Human League, Белинда Карлайл, Говард Джонс и Five Star.
За этим последовали и новые записи, для очередного сборника была записана одна новая песня «Loved», которая стала на удивление популярной в Бельгии. Летом 2003 года вышел сингл «Anyplace, Anywhere, Anytime», записанный в дуэте с немецкой поп-звездой Неной. Сингл попал в Top 10 в Германии, Бельгии, Австрии, Голландии и Швейцарии.
В 2006 году Уайлд подписала контракт с немецким отделением звукозаписывающей студии EMI, под их флагом она выпустила десятый свой альбом «Never say never», в котором присутствовали восемь новых треков и пять старых переработанных. В том числе и новая версия песни «You came», попавшая в Top 20 большинства стран Европы и ставшая её лучшим сольным творением с 1998 года. Сам альбом также оказался коммерчески успешным всё в тех же Бельгии, Франции, Швейцарии, Австрии и Германии, при этом в родной для певицы Великобритании он даже не издавался. На официальном сайте Уайлд поклонники певицы дружно проголосовали за другую песню из этого альбома, и в ноябре был выпущен соответствующий сингл «Perfect girl», который продержался в списке ста лучших песен Германии в течение девяти недель. В марте 2007 года был издан третий сингл «Together we belong», а в августе четвёртый «Baby obey me», который представлял собой сборник ремиксов немецкого рэпера Ill Inspecta.
27 августа 2010 года вышел одиннадцатый студийный альбом Ким под названием Come Out And Play, о котором певица, которая отпраздновала осенью 2010 года свой пятидесятилетний юбилей, сказала, что она уже 30 лет в музыкальном бизнесе и что это её самый лучший альбом за последние 20 лет и она этим гордится. Ведущий сингл из альбома «Lights Down Low» появился 13 августа 2010 года. Также есть и видеоклип к нему, отснятый в Берлине. Сам альбом написан в стиле поп-музыки 1980-х годов, но под влиянием XXI века. Так, например, одну из тринадцати песен нового альбома «Love Conquers All» Ким исполнят в дуэте с соотечественником Ником Кершоу, известным в первую очередь своим хитом из 1980-х «Wouldn’t It Be Good».
В феврале и марте 2011 года прошло турне певицы по Германии, на котором она исполнила в первую очередь песни из альбома «Come Out And Play», а также свои старые популярные песни, типа «Kids in America» и «Cambodia».
На 26 августа 2011 года, почти ровно через год после выхода альбома Come Out And Play и как раз к тридцатилетнему юбилею артистической деятельности Ким Уайлд, был намечен релиз очередного альбома певицы под названием Snapshots из 14 треков. Ведущие синглы из этого альбома «It’s Alright» и «Sleeping Satellite» поступили в продажу уже 19 августа 2011 года. Музыкальный видеоклип к песне «It’s Alright», отснятый в Камеха Гранд Хотеле бывшей столицы ФРГ Бонне режиссёром Николаем Георгиевым (лат. Nikolaj Georgiew), имел премьеру 28 июля 2011 года на самом крупном видеохостинге Германии MyVideo.de. В альбоме Snapshots певица исполнила первый раз кавер-версии песен, которые сопровождали её в жизни. Так, например, песня «It’s Alright» является кавер-версией британской группы East 17, а «Sleeping Satellite» — английской певицы Тэсмин Арчер. «Snapshots» (с англ. — «Фотоснимки») — это что-то типа саундтрека жизни Ким Уайлд.
На начало 2012 года было запланировано очередное турне певицы по Швейцарии и Германии под названием «Snapshots & Greatest Hits Tour» с исполнением песен из последнего альбома, а также других песен.

## Дискография

### Студийные альбомы
| Год  | Название альбома      | Лейбл                       | Места в чартах | Места в чартах | Места в чартах | Места в чартах | Места в чартах | Места в чартах | Места в чартах |
| Год  | Название альбома      | Лейбл                       | AT             | AU             | CH             | DE             | SE             | UK             | US             |
| ---- | --------------------- | --------------------------- | -------------- | -------------- | -------------- | -------------- | -------------- | -------------- | -------------- |
| 1981 | Kim Wilde             | RAK Records                 | -              | 25             | -              | 1              | 1              | 3              | 86             |
| 1982 | Select                | RAK Records                 | 20             | 8              | -              | 4              | 2              | 19             | −              |
| 1983 | Catch As Catch Can    | RAK Records                 | -              | 97             | 6              | 23             | 17             | 90             | -              |
| 1984 | Teases & Dares        | MCA Records                 | -              | -              | 10             | 22             | 35             | 66             | 84             |
| 1986 | Another Step          | MCA Records                 | -              | 31             | 5              | 42             | 49             | 73             | 40             |
| 1988 | Close                 | MCA Records                 | 7              | 82             | 8              | 10             | 11             | 8              | 114            |
| 1990 | Love Moves            | MCA Records                 | -              | −              | 12             | 24             | 10             | 37             | −              |
| 1992 | Love Is…              | MCA Records                 | 22             | 95             | 7              | 42             | 25             | 21             | −              |
| 1995 | Now and Forever       | MCA Records                 | -              | -              | 37             | 68             | -              | 114            | −              |
| 2006 | Never Say Never       | EMI                         | 22             | -              | 11             | 17             | -              | -              | −              |
| 2010 | Come Out And Play     | Columbia Records Sony Music | 24             | -              | 9              | 10             | -              | -              | -              |
| 2011 | Snapshots             | Columbia Records Sony Music | -              | -              | 27             | 14             | -              | -              | -              |
| 2013 | Wilde Winter Songbook | Wildeflower                 | -              | -              | -              | -              | -              | 169            | -              |
| 2018 | Here Come the Aliens  | Wildeflower Sony Music      | -              | -              | -              | 11             | -              | 21             | -              |
| 2025 | Closer                |                             | -              | -              | -              | -              | -              | -              | -              |

### Сборники
| Год  | Название альбома                    | Лейбл         | Места в чартах | Места в чартах | Места в чартах | Места в чартах | Места в чартах | Места в чартах | Места в чартах |
| Год  | Название альбома                    | Лейбл         | AT             | AU             | CH             | DE             | SE             | UK             | US             |
| ---- | ----------------------------------- | ------------- | -------------- | -------------- | -------------- | -------------- | -------------- | -------------- | -------------- |
| 1984 | The Very Best of Kim Wilde          | RAK Records   | -              | -              | 25             | 13             | -              | 78             | 61             |
| 1993 | The Singles Collection 1981—1993    | MCA Records   | 26             | 6              | 18             | 21             | 11             | 11             | −              |
| 1993 | The Remix Collection                | MCA Records   | -              | 64             | −              | −              | −              | −              | -              |
| 1996 | Premium Gold Collection             | EMI/Capitol   | -              | -              | -              | -              | -              | -              | -              |
| 1996 | Greatest Hits — The Gold Collection | EMI Gold      | -              | -              | -              | -              | -              | -              | -              |
| 1998 | More of the Best                    | Disky         | -              | -              | -              | -              | -              | -              | -              |
| 1998 | Original Gold                       | Original Gold | -              | −              | -              | -              | -              | -              | −              |
| 2001 | The Very Best of Kim Wilde          | EMI           | −              | −              | −              | −              | −              | 164            | −              |

### Синглы
| Год  | Из альбома                       | Название песни                                                                       | Места в чартах | Места в чартах | Места в чартах | Места в чартах | Места в чартах | Места в чартах | Места в чартах |
| Год  | Из альбома                       | Название песни                                                                       | AT             | AU             | CH             | DE             | SE             | UK             | US             |
| ---- | -------------------------------- | ------------------------------------------------------------------------------------ | -------------- | -------------- | -------------- | -------------- | -------------- | -------------- | -------------- |
| 1981 | Kim Wilde                        | Kids in America                                                                      | 12             | 5              | 5              | 5              | 2              | 2              | 25             |
| 1981 | Kim Wilde                        | Chequered Love                                                                       | 16             | 6              | 2              | 2              | 6              | 4              | −              |
| 1981 | Kim Wilde                        | Cambodia                                                                             | 11             | 7              | 1              | 2              | 1              | 12             | -              |
| 1982 | Select                           | View from a Bridge                                                                   | 10             | 7              | 2              | 6              | 4              | 16             | -              |
| 1983 | Catch As Catch Can               | Love Blonde                                                                          | -              | 32             | 11             | 26             | 7              | 23             | -              |
| 1986 | Another Step                     | You Keep Me Hangin’ On                                                               | 20             | 1              | 2              | 8              | -              | 2              | 1              |
| 1988 | Close                            | You Came                                                                             | 8              | 34             | 3              | 5              | 1              | 3              | 41             |
| 1988 | Close                            | Never Trust a Stranger                                                               | 7              | -              | 2              | 11             | 1              | 7              | -              |
| 1992 | Love Is…                         | Love Is Holy                                                                         | 28             | 29             | 13             | 42             | 29             | 16             | -              |
| 1993 | The Singles Collection 1981—1993 | If I Can’t Have You                                                                  | 29             | 3              | 18             | 51             | 24             | 12             | -              |
| 2003 | -                                | Anyplace, Anywhere, Anytime / нем. Irgendwie, irgendwo, irgendwann (в дуэте с Неной) | 1              | -              | 9              | 3              | -              | -              | -              |
| 2006 | Never Say Never                  | You Came 2006                                                                        | 24             | -              | 19             | 20             | 25             | -              | -              |
| 2010 | Come Out And Play                | Lights Down Low                                                                      | -              | -              | 62             | 34             | -              | -              | -              |
| 2011 | Snapshots                        | It’s Alright                                                                         | -              | -              | -              | 98             | -              | -              | -              |
| 2011 | Snapshots                        | Sleeping Satellite                                                                   | -              | -              | -              | 98             | -              | -              | -              |